# Silene shahrudensis
Silene shahrudensis är en nejlikväxtart som beskrevs av Karl Heinz Rechinger. Silene shahrudensis ingår i släktet glimmar, och familjen nejlikväxter. Inga underarter finns listade i Catalogue of Life.